# Sportcentrum De Kalkwijck
Sportcentrum De Kalkwijck is een sportcentrum in Hoogezand, dat bestaat uit een sport- en evenementenhal met zwembad (Kalkwijckhal) en een sporthal (Europahal).
Het zwembad kwam rond de eeuwwisseling in de plaats van het naburige Bob Bruinsbad. Een vaste gebruiker van het zwembad is ZPC De Inktvis.
Vaste gebruikers van de Kalkwijckhal en de Europahal zijn omnisportvereniging DFS, Krathos volleybalvereniging en basketbalvereniging Typhoons.